# Callicebus aureipalatii
Il callicebo dorato (Callicebus aureipalatii Wallace, 2005) è un primate Platirrino della famiglia dei Pitecidi, di recente scoperta.
La specie è endemica del Parco Nazionale Madidi, in Bolivia.
Venne scoperto durante una spedizione della Wildlife Conservation Society, guidata da Robert Wallace: piuttosto che nominare direttamente la specie, il ricercatore preferì affidare il compito all'organizzazione non a scopo di lucro che gestiva il parco nazionale dove la specie fu scoperta, la FUNDESNAP. Quest'ultima mise all'asta il nome dell'animale, garantendo al migliore offerente i diritti sul nome comune e scientifico: l'asta, alla quale parteciparono una quindicina di avventori, fu vinta dal casinò virtuale GoldenPalace.com, che si aggiudicò il nome comune e scientifico (aureipalatii in latino vuol dire "del palazzo d'oro", traduzione italiana del nome GoldenPalace) della specie per 650.000 dollari.
Il pelo è bruno-giallastro, con sopracciglia, basette e gola che formano un cerchio arancione attorno alla faccia. La coda presente la punta bianca, mentre le parti nude del corpo (sottocoda, mani, faccia) sono di color rosso scuro.
Si tratta di animali strettamente monogami, territoriali, arboricoli, diurni e sociali, che vivono in gruppetti familiari. Sono principalmente i maschi ad occuparsi delle cure parentali, trasportando i cuccioli fino alla loro completa indipendenza.

## Distribuzione
Presente in Perù e Bolivia. È stato recentemente osservato nelle pianure occidentali della Bolivia, nrlla foresta pedemontana alla base delle Ande a sud e dalle foreste umide fluviali e golenali di pianura. Si incontra anche sul lato occidentale del Río Beni.

## Status e conservazione
Esiste una minaccia generalizzata di distruzione dell'habitat legata allo sviluppo stradale, all'esplorazione e allo sfruttamento pianificati di idrocarburi e alle piantagioni di canna da zucchero. Le dighe programmate possono anche interessare porzioni della sua distribuzione conosciuta. È occasionalmente cacciato, di solito per esche da pesca.